# Fanny (film, 2025)
 (mai 2025).
Si vous disposez d'ouvrages ou d'articles de référence ou si vous connaissez des sites web de qualité traitant du thème abordé ici, merci de compléter l'article en donnant les références utiles à sa vérifiabilité et en les liant à la section « Notes et références ».
Pour plus de détails, voir Fiche technique et Distribution.
Fanny est un film québécois réalisé par Yan England sorti en 2025 et mettant en vedette, entre autres, Milya Corbeil-Gauvreau, Éric Bruneau, Magalie Lépine-Blondeau et Claude Legault.
Le long-métrage est inspiré des romans jeunesses Fanny Cloutier de l'autrice Stéphanie Lapointe.

## Synopsis
Entre les absences répétées de son père et le gouffre laissé par la mort de sa mère, Fanny, 15 ans, souffre en silence. Un jour, elle part pour Sainte-Lorette afin d'en apprendre plus sur les circonstances entourant la mort de celle-ci. Jusqu'où Fanny sera-t-elle prête à aller pour comprendre ce qui est arrivé à sa mère ? Et surtout, quel prix sera-t-elle prête à payer après avoir découvert la vérité ?

## Fiche technique
Sources : IMDb et Films du Québec
- Titre original : Fanny
- Réalisation : Yan England
- Scénario : Stéphanie Lapointe
- Musique : Raphaêl Reed
- Direction artistique : André Guimond
- Costumes : Caroline Bodson
- Maquillage : Julie Brisebois
- Photographie : Jérôme Sabourin
- Son : Robert Labrosse
- Montage : Benjamin Duffield, Gavin Fernandes
- Production : Annie Blais, Claude Veillet, Lucie Veillet
- Sociétés de production : Téléfiction Productions, Fonds Harold Greenberg, Télé-Québec
- Société de distribution : Téléfiction Distribution
- Pays de production : Québec
- Tournage : Durant 29 jours en août 2024 à Montréal, Tokyo et dans le Bas Saint-Laurent
- Langue originale : français
- Format : couleur
- Genre : drame
- Durée : 114 minutes
- Dates de sortie : 9 mai 2025
- Classification :
  - Québec : Visa général

## Distribution
- Milya Corbeil Gauvreau : Fanny Cloutier
- Éric Bruneau : Hubert Cloutier
- Adelaïde Schoofs : Léonie
- Léokim Beaumier-Lépine : Henri
- Magalie Lépine-Blondeau : Lorette
- Claude Legault : Nicolas Birgman
- Hubert Proulx : André
- Marilyse Bourke : Sylvie
- Tanya Brideau : Marianne
- Zaomei Léveillé Ferraiolo : Fanny Cloutier (4 ans)
- Hiroshi Sagabe : Naoki
- Asuka Kiryu : Hina